# شبگردسانان
راستهٔ شبگردسانان (Caprimulgiformes) پرندگانی شب‌زی با بال‌های بلند و کشیده، دم دراز، چشمان بزرگ و خیره، در منقار کوچک را در بر می‌گیرد. اکنون، خانوادهٔ شبگردان، تنها خانواده این راسته است.
شبگردسانان حشراتی مانند سوسک‌ها و قاب‌بالان را در شب شکار کرده و به صورت موازی بر شاخهٔ درخت می‌نشینند. در روز، تنها هنگامی دیده می‌شوند که از بال‌بازروی و سرعت گرفتن‌های ناگهانی برای گرفتن شکار، دارند. رنگ پر و بالشان با زیستگاهشان سازگاری دارد، به طوری که خود را به خوبی استتار می‌کنند. نر و ماده تقریباً همشکل‌اند.
راستۀ شبگردسانان، گروه بزرگ شبگردها (پرنده) (Nightjars)، گروه کوچک شبگردبازها (Nighthawks) شامل ده گونه، یک گروه کوچک‌تر شامل هفت گونه به نام پورویل Poorwill، دو گونه ویپ‌پورویل Whip-poor-will و یک گونه Chuck-will's-widow و یک گونه به نام Pauraque را دربرمی‌گیرد.